# Lincoln-Kennedy-Rätsel

Abraham Lincoln, 1863

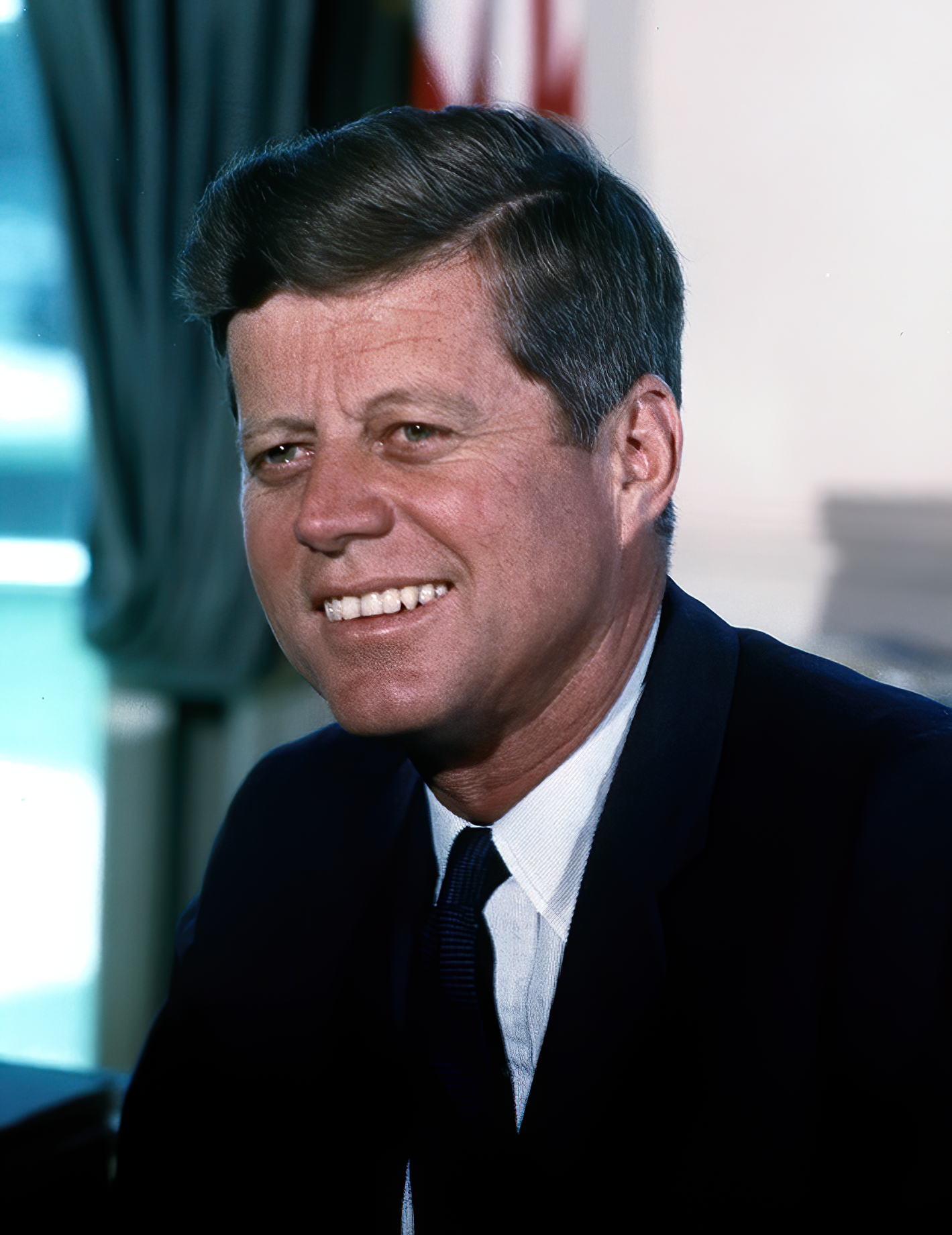
John F. Kennedy, 1963

Als Lincoln-Kennedy-Rätsel wird eine Reihe von angeblichen und tatsächlichen Übereinstimmungen in Bezug auf die beiden getöteten US-Präsidenten Abraham Lincoln und John F. Kennedy bezeichnet, das nicht lange nach Kennedys Ermordung 1963 aufkam und seitdem immer wieder mit verschiedenen Erweiterungen in den Medien auftaucht.

## Tatsächliche Übereinstimmungen
- Die Nachnamen beider Präsidenten, Lincoln und Kennedy, enthalten je sieben Buchstaben, davon dieselbe Anzahl an „n“.
- Sowohl Lincoln als auch Kennedy waren die zweitgeborenen Kinder ihrer Eltern (manchmal formuliert als „zweitgeborene Söhne“, doch dies ist im Falle von Lincoln, der eine ältere Schwester hatte, unrichtig).
- Lincoln wurde 1846 erstmals in den Kongress gewählt, Kennedy 1946. Abraham Lincoln wurde 1860 zum Präsidenten gewählt, Kennedy 1960.
- Lincoln wurde im Ford-Theater angeschossen. Kennedy saß während des Attentats in einem offenen Wagen der zum Ford-Konzern gehörenden, nach dem Präsidenten benannten Marke Lincoln.
- Beide wurden bei ihrer Ermordung von einem anderen Paar begleitet, wovon wiederum jeweils der Mann verletzt wurde.
- Beide Attentate wurden an einem Freitag verübt (wenngleich Lincoln erst am darauffolgenden Samstag verstarb).
- Beide wurden von Südstaatlern erschossen. Der Lincoln-Mörder John Wilkes Booth wurde in Maryland geboren, das sich im Bürgerkrieg zwar nicht von den USA getrennt hatte, das aber zu den Südstaaten gezählt wird.
- In beiden Fällen wurden die mutmaßlichen Mörder noch vor ihren Prozessen getötet.
- Die Nachfolger von beiden Präsidenten waren ihre Vizepräsidenten, jeweils älter, Südstaatler, mit Namen Johnson.
- Andrew Johnson, Lincolns Nachfolger, wurde 1808 geboren. Lyndon B. Johnson, Kennedys Nachfolger, wurde 1908 geboren.

## Banale Übereinstimmungen
- Die Namen der mutmaßlichen Mörder John Wilkes Booth und Lee Harvey Oswald enthalten je 15 Buchstaben. Es sind außerdem in beiden Fällen drei Namen. Drei Namen sind in den Vereinigten Staaten die Regel, wie bei John Fitzgerald Kennedy, William Jefferson Clinton, George Walker Bush. Die durchschnittliche Namenslänge liegt zwischen 13 und 18 Buchstaben, weswegen die jeweils 15 Buchstaben keinen besonderen Zufall darstellen.
- Beide Präsidenten wurden in Gegenwart ihrer Frau erschossen. – Präsidenten werden am ehesten in der Öffentlichkeit erschossen, wo ein Mörder leichter an sie herankommt, und es ist nicht ungewöhnlich, dass ein Präsident in der Öffentlichkeit von seiner Gattin begleitet wird.
- Beide wurden von hinten in den Kopf getroffen. – Nachvollziehbarerweise zielen Mörder oftmals auf den Kopf, wenn das Opfer sitzt.
- Beide Präsidenten setzten sich für die Bürgerrechte (im Sinne der Rechte von Afroamerikanern) ein. – Sie waren nicht die einzigen.

## Widerlegte Gerüchte
- Lincolns Sekretär habe Kennedy geheißen, und Kennedys Sekretärin Evelyn Lincoln. – Kennedy hatte tatsächlich eine Sekretärin namens Evelyn Lincoln; die Behauptung, dass Lincoln einen Sekretär namens Kennedy hatte, ist erfunden.
- John Wilkes Booth, Lincolns Mörder, sei 1839 geboren, Lee Harvey Oswald, Kennedys Mörder, 1939. – Booth wurde in Wahrheit 1838 geboren.
- Booth sei aus dem Theater geflohen und in einem Lagerhaus gefasst worden; Oswald sei aus dem Lagerhaus geflohen und in einem (Film-)Theater gefasst worden. – In Wirklichkeit wurde Booth in einem Tabakschuppen auf einer Farm gefasst, was aber als Lagerhaus durchgehen kann.
- Der Chauffeur von Kennedy, der den Wagen fuhr, in dem er erschossen wurde, habe Lincoln geheißen. – In Wahrheit wurde Kennedy in Dallas vom Secret-Service-Mann William Greer gefahren.

## Erklärungen
Als Reaktion auf die Wiedergabe des „Rätsels“ in den Medien, insbesondere durch die US-amerikanische Zeitungskolumnistin Ann Landers, veranstaltete die Zeitschrift Skeptical Inquirer, die sich mit dem Entlarven von Aberglaube und Pseudowissenschaft beschäftigt, 1992 einen Spooky Presidential Coincidences Contest („Wettbewerb für unheimliche Übereinstimmungen bei Präsidenten“). Die Leser sollten eigene Listen solcher Parallelen bei anderen Präsidenten-Paaren finden. Der eine der beiden Wettbewerbsgewinner (ein Mexikaner) hatte 16 erstaunliche Übereinstimmungen zwischen Kennedy und dem ehemaligen mexikanischen Präsidenten Alvaro Obregón gefunden, der andere hatte solche Listen zu nicht weniger als 21 verschiedenen Paaren von US-Präsidenten zusammengestellt.
Das Phänomen, dass sich schon in einer relativ kleinen Personengruppe wahrscheinlich zwei Personen finden lassen, bei denen eine bestimmte Eigenschaft wie etwa das Geburtsdatum übereinstimmt, wird in der Mathematik als Geburtstagsparadoxon bezeichnet. Aus den entsprechenden mathematischen Berechnungen ergibt sich, dass unter den (damals) 36 toten US-Präsidenten sich mit 83 % Wahrscheinlichkeit mindestens zwei finden lassen, die den gleichen Todestag haben – tatsächlich starben Millard Fillmore und William Howard Taft beide am 8. März. Auch Harry S. Truman und Gerald Ford starben beide an einem 26. Dezember. Mit dem zweiten US-Präsidenten John Adams sowie dem dritten US-Präsidenten Thomas Jefferson starben am 4. Juli 1826 zwei Präsidenten an exakt demselben Tag, der zugleich der 50. Jahrestag der Unabhängigkeitserklärung war. Außerdem finden die Kongresswahlen in den USA immer in geraden Jahren statt, die Präsidentenwahlen in einem konsequent durchgehaltenen Vierjahreszyklus, was die Zahl der überhaupt möglichen letzten beiden Ziffern einschränkt und exakte Einhundert-Jahre-Abstände zwischen solchen Ereignissen deutlich wahrscheinlicher macht.
Hinzu kommt, dass die Anzahl der Merkmale, die für eine solche Liste in Frage kommen (Wochentag der Ermordung, Name des Nachfolgers, letzte zwei Ziffern des Jahres der ersten Kongresswahl usw.), sehr groß ist. Es ist auch nicht festgelegt, welche davon übereinstimmen sollen. Selbst wenn mehrere Merkmale übereinstimmen, handelt es sich deshalb wahrscheinlich nur um einen geringen Anteil der möglichen Merkmale.